# Mučenje
Mučenje je nanošenje psihičke ili fizičke patnje (nasilje, mučenje, bol) na ljude putem drugih osoba. Uglavnom kao sredstvo za određenu namjenu, npr. za dobivanje izjave, priznanja, dobivanje informacije ili u svrhu slamanja otpora žrtve mučenja. Koristi se i kao sredstvo zastrašivanja, odmazde, kazne ili kao sredstvo ispitivanja. 
Mučenje se također koristi kao manipulativno sredstavo prisile i kontrole pojedinca ili skupine ljudi. Predstavlja kršenje ljudskih prava. Prema Ženevskoj konvenciji ne smiju biti mučeni ratni zarobljenici (civilno stanovništvo i vojnici). 
Unatoč tim konvencijama organizacija Amnesty International procjenjuje da dvije trećine zemalja potpisnica sporazuma ne poštuju dosljedno konvenciju.